# Ignacio Altamira
Ignacio Altamira (* 1860; † 19. Mai 1906 in Peking) war ein mexikanischer Botschafter.

## Leben
Der Generaloberst der Pioniere Ignacio Altamira war von 1899 bis 1900 unter dem Botschafter Mauricio Wollheim und dem Botschaftssekretär dritter Klasse, Rodrigo Azpíroz, Militärattaché an der Botschaft in Tokio, 24 Zaimoku-Cho-Azabú. Dort wurde er in den Orden des Heiligen Schatzes mit dem Kreuz dritter Klasse aufgenommen und starb an Typhus.
| Vorgänger           | Amt                                               | Nachfolger              |
| ------------------- | ------------------------------------------------- | ----------------------- |
| Carlos Américo Lera | Mexikanischer Geschäftsträger in Peking 1905–1906 | Pablo Herrera de Huerta |